# پیتچلی
پیتچلی (به انگلیسی: Pytchley) یک روستا و محله مدنی در بریتانیا است که در Kettering واقع شده‌است. پیتچلی ۴۸۹ نفر جمعیت دارد.